# Dodenburg
Dodenburg – miejscowość i gmina w Niemczech, w kraju związkowym Nadrenia-Palatynat, w powiecie Bernkastel-Wittlich, wchodzi w skład gminy związkowej Wittlich-Land. Do 30 czerwca 2014 wchodziła w skład gminy związkowej Wittlich-Land.